# Fairbanks North Star Borough
Fairbanks North Star Borough er et borough i delstaten Alaska. Fra 2020-folketællingen var befolkningen 95.665, ned fra 97.581 i 2010.   Administrationen ligger i byen Fairbanks. Bydelens landareal er lidt mindre end delstaten New Jersey.
Fairbanks North Star Borough omfatter Fairbanks, AK, Metropolitan Statistical Area, som er et af kun to storbyområder i Alaska.
Området er hjemsted for University of Alaska Fairbanks, Fort Wainwright og Eielson Air Force Base.

## Geografi
Området har et samlet areal på 19.280 km² hvoraf 201 km² (1,4%) er søer og floder.

### Tilstødende boroughs og folketællingsområder
- Yukon-Koyukuk Census Area, Alaska – nord
- Southeast Fairbanks Census Area, Alaska – sydøst
- Denali Borough, Alaska – sydvest

## Byer og administrative områder

### Byer
- Fairbanks
  - Fort Wainwright
- North Pole

### Folketællings-udpegede steder
- Badger
- Chena Ridge
- College
- Eielson AFB
- Ester
- Farmers Loop
- Fox
- Goldstream
- Harding-Birch Lakes
- Moose Creek
- Pleasant Valley
- Salcha
- South Van Horn
- Steele Creek
- Two Rivers